# کالیدو سیسوخو
کالیدو سیسوخو (انگلیسی: Kalidou Cissokho؛ زادهٔ ۲۸ اوت ۱۹۷۸) یک بازیکن فوتبال اهل سنگال است.
وی همچنین در تیم ملی فوتبال سنگال بازی کرده‌است.